# Eurajoki
Eurajoki (Euraåminne trong tiếng Thụy Điển) là một đô thị của Phần Lan.
Vị trí ở tỉnh của Tây Phần Lan trong vùng Satakunta Đô thị này có dân số 5.791 người và diện tích 346,77 km² trong đó có 4,12 km² là diện tích mặt nước. Mật độ dân số là 16,8 người trên mỗi km².
Hai trong 4 nhà máy điện hạt nhân của Phần Lan nằm ở đảo Olkiluoto ở Eurajoki với một nhà máy thứ ba đang được xây dựng. Hai nhà máy còn lại nằm ở Loviisa.
Dân đô thị này chỉ sử dụng tiếng Phần Lan